# Cusano Milanino
Cusano Milanino és una comuna italiana de 19.292 habitants de la ciutat metropolitana de Milà, a uns vuit quilòmetres de Milà.

## Demografia
Cens d'habitants